# رودخانه ستی
رودخانه ستی (به انگلیسی: Seti River) رودخانه‌ای است که در نپال جریان دارد.